# Dicopus psyche
Dicopus psyche är en stekelart som beskrevs av Girault 1912. Dicopus psyche ingår i släktet Dicopus och familjen dvärgsteklar.
Artens utbredningsområde är Fiji. Inga underarter finns listade i Catalogue of Life.